# Micrandra spruceana
Micrandra spruceana là một loài thực vật có hoa trong họ Đại kích. Loài này được (Baill.) R.E.Schult. mô tả khoa học đầu tiên năm 1952.